# Wilhelm Achtermann

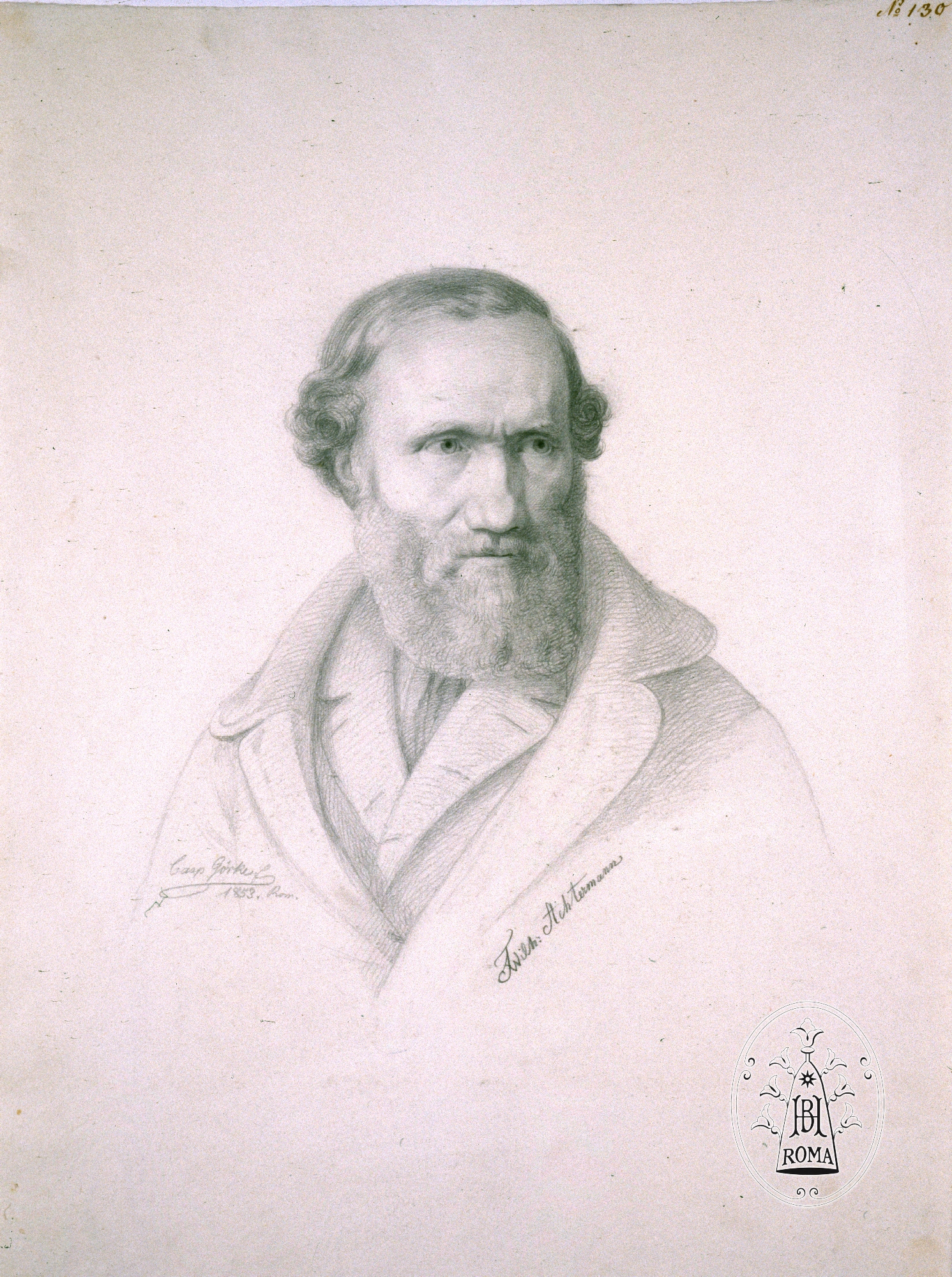
Wilhelm Achtermann, 1853 gezeichnet von seinem Künstlerfreund Caspar Görke in Rom

Wilhelm Achtermann

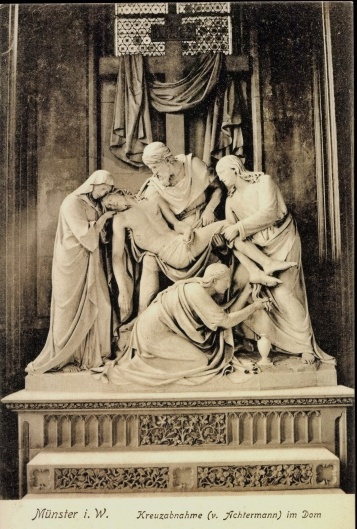
Wilhelm Achtermann, Kreuzabnahme im Dom zu Münster, zerstört im Zweiten Weltkrieg

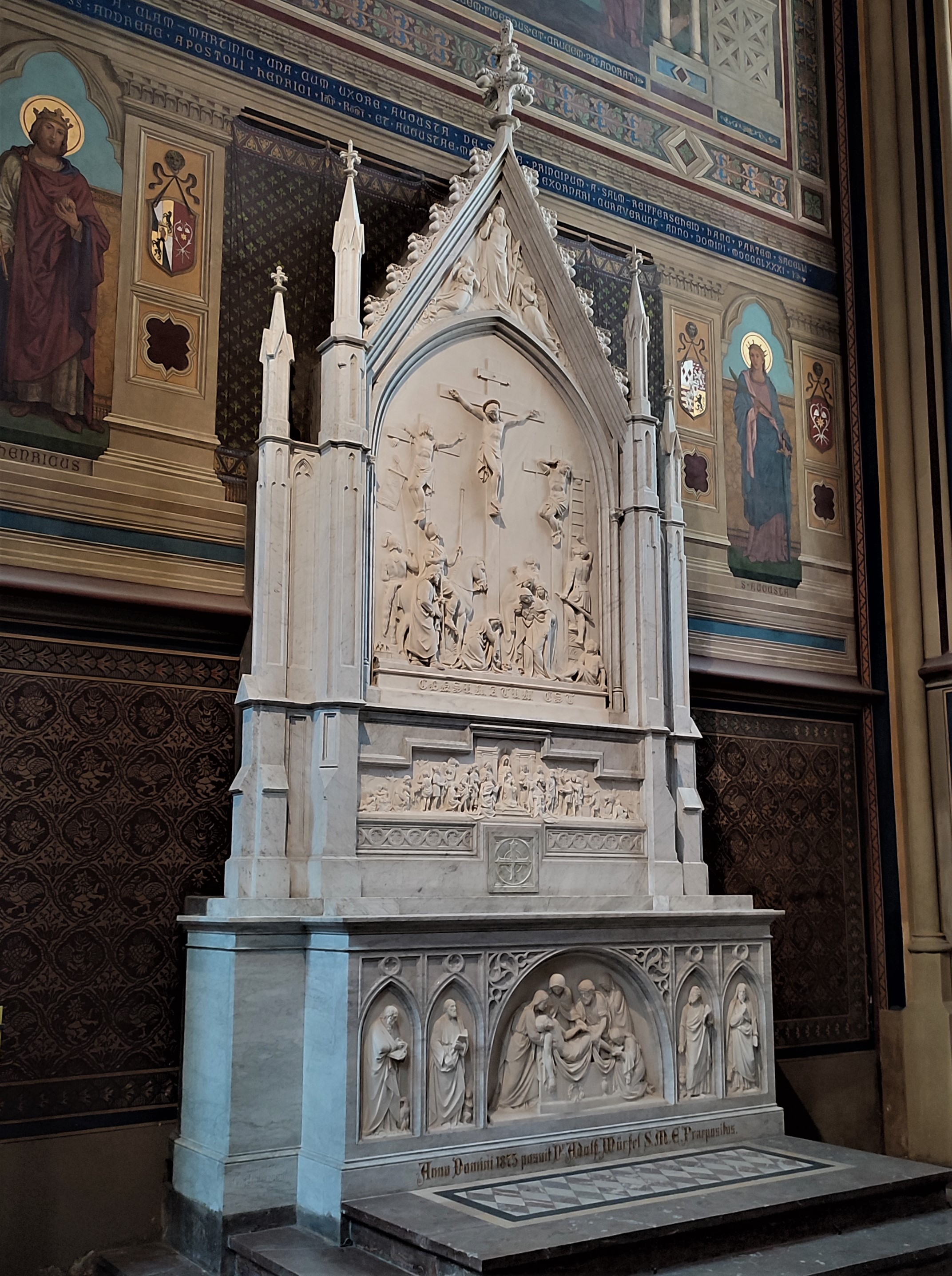
Passionsaltar, 1873, Dom zu Prag, St. Andreaskapelle

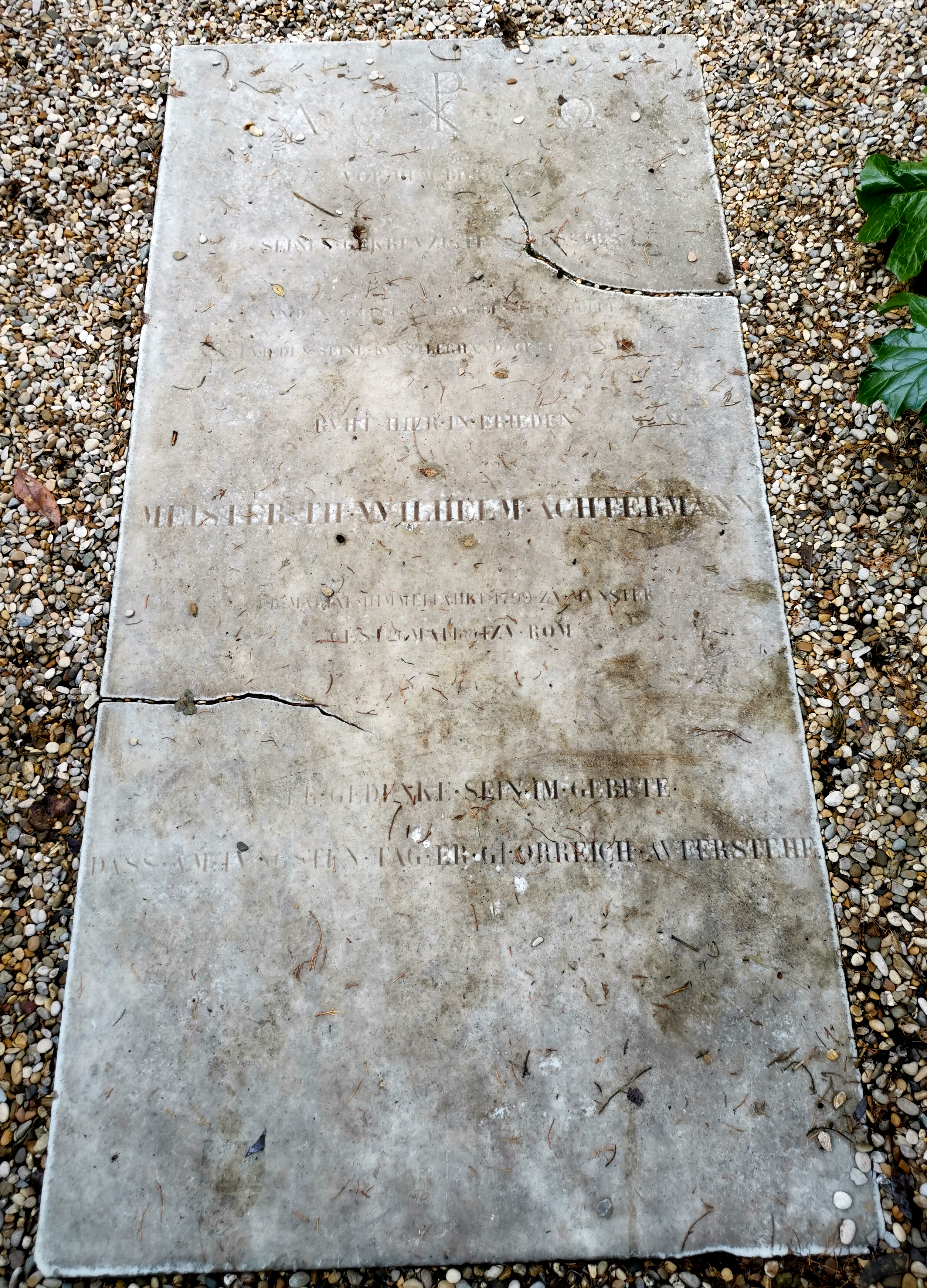
Grab auf dem Campo Santo Teutonico, Rom

Wilhelm Theodor Achtermann (* 15. August 1799 in Münster; † 26. Mai 1884 in Rom, ± Campo Santo Teutonico) war ein deutscher Bildhauer und Ehrenbürger der Stadt Münster. Er gilt als einer der Hauptvertreter der Nazarener unter den Bildhauern.

## Leben und Werk
Der Sohn eines Schreinermeisters war bis zum Alter von 28 Jahren auf dem Bauernhof seiner Tante als Knecht tätig. Nebenher übte er sich im Holzschnitzen. Seine Arbeiten wurden wegen ihrer Feinheit bewundert und führten dazu, dass der westfälische Oberpräsident Ludwig von Vincke ihm deswegen ein Stipendium an der Akademie der Künste in Berlin vermittelte.
Auf eine Bitte Ernst Rietschels, wurde er ins Atelier von Christian Daniel Rauch aufgenommen. Später arbeitete er als Schüler der Akademie unter Christian Friedrich Tieck und Johann Gottfried Schadow. 1837 erneuerte er die Reliefszenen von Georg Franz Ebenhech am Portikus der Sankt-Hedwigs-Kathedrale und schuf ein Modell für das Giebelrelief mit der Darstellung der Anbetung der Könige, das jedoch erst 1897 in neobarocken Formen von Nikolaus Geiger ausgeführt wurde. Durch Verkauf kleiner Arbeiten verschaffte sich Achtermann endlich die Mittel zu einer Reise nach Italien. Mit 41 Jahren ließ er sich gegen 1839 bei den Deutschrömern in Rom für den Rest seines Lebens nieder.
In Rom verfertigte er 1849 eine Pietà, die sich im St.-Paulus-Dom von Münster befand und in kleineren Nachbildungen anderer Bildhauer verbreitet ist, von der er aber auch selbst Kopien anfertigte. Sie wurde im Zweiten Weltkrieg weitgehend zerstört, wie auch sein umfangreichstes Werk, eine aus fünf überlebensgroßen Figuren bestehende Kreuzabnahme aus Carrara-Marmor, die 1858 im Dom zu Münster aufgestellt wurde. Fragmente beider Werke, im Wesentlichen die Köpfe, sind heute im Obergeschoss der Domkammer ausgestellt. Eine Nachbildung der Pietà steht in der nördlichen Turmkapelle des Doms. Die letzte von ihm selbst 1875 in Marmor angefertigte Kopie der Pietà befindet sich in einer eigens dafür errichteten Marienkapelle in Lenhausen (Gemeinde Finnentrop, Sauerland).
Am 29. September 1842 trat Wilhelm Achtermann in die römisch-deutsche Campo-Santo-Bruderschaft ein. Zeitweise wirkte er dort als Vorstandsmitglied. Im Jahre 1857 stiftete er ein Bronzekreuz für die Mitte ihres Friedhofs sowie eine Kopie seiner Pietà aus Gips. Sie wurde vom Maler August Wilhelm Julius Ahlborn für den Mutter-Gottes-Altar der Campo-Santo Kirche verziert, stand jedoch von 1884 bis zur Entfernung in den 1970er-Jahren auf dem Hochaltar. Die Schaffung einer Marmorvariante hatte Achtermann wegen seines hohen Alters abgelehnt. 1879 verkaufte er der Erzbruderschaft vom Campo Santo mit erheblichem Rabatt ein Auferstehungsrelief, das in der Schweizer-Kapelle der Kirche aufgestellt wurde. Zudem schuf er 1859 auf dem deutschen Vatikanfriedhof den Grabstein für Michael Knegten, ehemals Hauslehrer des Staatsmannes Franz von Thun und Hohenstein.
Seine letzte größere Arbeit war ein gotischer Altar mit drei Reliefs aus dem Leben Christi für den Dom zu Prag, (1873 aufgestellt).
Wilhelm Achtermann starb am 26. Mai 1884 und wurde am 28. Mai 1884 auf dem Campo Santo Teutonico zu Rom beigesetzt. Die Inschrift der Grabplatte hatte er selbst entworfen.
Die westfälische Schriftstellerin Ferdinande von Brackel aus Welda verewigte Wilhelm Achtermanns Leben 1887 in der Novelle „Der Spinnlehrer von Carrara“.

## WeiterführendeLiteratur
- Johann Hertkens: Wilhelm Achtermann, Westfälisches Künstlerleben. Trier, Paulinus-Dr., 1895.
- Dagmar Kaiser-Strohmann: Theodor Wilhelm Achtermann (1799–1884) und Carl Johann Steinhäuser (1813–1879), ein Beitrag zu Problemen des Nazarenischen in der deutschen Skulptur des 19. Jahrhunderts. Frankfurt a. M., Peter Lang, 1985. ISBN 3-8204-8184-2.
- Innocenz. M. Strunk: Wilhelm Achtermann, ein westfälisches Künstlerleben. Vechta i.O., Albertus-Magnus-Verl., 1931.
- Harald Tesan: Thorvaldsen und seine Bildhauerschule in Rom. Böhlau, Köln 1998, ISBN 3-412-14197-6.
- Erika Wicher: Wilhelm Achtermann, 1799–1884 : ein nazarenischer Bildhauer Westfalens. Münster, Regensberg, 1993. ISBN 3-7923-0649-2.